# نفرین (فیلم ۱۹۸۷)
«نفرین» (انگلیسی: The Curse (1987 film)) فیلمی در ژانر ترسناک و علمی–تخیلی به کارگردانی دیوید کیت است که در سال ۱۹۸۷ منتشر شد. از بازیگران آن می‌توان به ویل ویتون، کلود ایکینز، و کوپر هاکبی اشاره کرد.